# Comuna Dorobratovo, Irșava
Dorobratovo (în ucraineană Доробратово) este o comună în raionul Irșava, regiunea Transcarpatia, Ucraina, formată din satele Dorobratovo (reședința) și Horbok.

## Demografie
Componența lingvistică a comunei Dorobratovo
     Ucraineană (99,57%)
     Alte limbi (0,39%)
Conform recensământului din 2001, majoritatea populației comunei Dorobratovo era vorbitoare de ucraineană (99,57%), existând în minoritate și vorbitori de alte limbi.